# ناملوس
ناملوس (بالألمانية:Namlos) هي بلدية في منطقة رويتي في ولاية تيرول النمساوية.

## الجغرافية
تقع ناملوس في وادٍ جانبي لنهر ليخ.

#### الأماكن المأهولة بالسكان
تتكون بلدية ناملوس من مكانين (مع عدد السكان بين قوسين اعتبارًا من 1 يناير 2022): قريتي كيلمن (28) وناملوس (31).